# Charles-Marie de Braconnier
Pour les articles homonymes, voir Braconnier.
Le général Charles-Marie Braconnier (également surnommé Carlos Braconnier) né à Arlon le 28 juin 1849 et décédé à Loosduinen, aux Pays-Bas, le 13 mars 1917, est un militaire et explorateur belge qui participa aux expéditions de Henry Morton Stanley au Congo. Il est le fondateur et le premier commandant de la station de Léopoldville.

## Famille

Armoiries des Braconnier.

Charles Marie Braconnier est issu d'une famille de la noblesse d'Ancien régime originaire de Lorraine. Au XVIe siècle, l'un de ses ancêtres, le chevalier Jean de Braconnier, était maître-échevin et membre du parlement de Metz. Lors des événements de 1789, les Braconnier durent quitter la France pour fuir les massacres de la Révolution. Charles-Marie est donc l'héritier d'une lignée d'officiers d'origine française qui se sont mis au service du jeune Royaume de Belgique, dont l'armée manquait cruellement d'officiers expérimentés lors son indépendance en 1831.
Il est fils du colonel Charles Michel Louis Braconnier, et de son épouse, Éléonore Zélie Aimée de Fraudigney. Son père était un vétéran de la campagne de 1839 contre les Pays-Bas. Né dans une famille de militaire, son frère, le colonel Léon Braconnier, servit lui aussi au Congo.
En 1885, il épouse au château de Sainval Valentine Mosselman, nièce du député Octave Neef-Orban et cousine du sénateur Théodore Mosselman du Chenoy.

## Carrière militaire
Charles-Marie Braconnier est entré à l'École royale Militaire le 4 décembre 1867, il passa d'abord par le régiment d'artillerie, puis fut incorporé au 1er régiment des Lanciers. À ce titre, il participa à la campagne de l'armée belge d'observation postée entre le Namurois et l'Ardenne sous les ordres du général Chazal afin de résister à une éventuelle incursion prussienne en Belgique pendant la guerre franco-prussienne de 1870. Le 21 septembre 1875, il entra à l'École de guerre. Il en sort lieutenant breveté d'état-major, puis capitaine au 4e lanciers. Répondant à l'appel du roi Léopold II de Belgique, il s'engagea alors dans l'Association internationale africaine.

## Exploration du Congo
Le capitaine Braconnier fut parmi les premiers belges qui formèrent un corps de collaborateurs dévoués autour de Stanley et à qui ce dernier confia les responsabilités les plus importantes.
Le 15 août 1880, il partit de Liverpool, à bord du Gaboon, en compagnie de Paul Neve, Victor Harou, Édmond Hanssens et Louis Valcke. À la mi-septembre, il arrivait au Congo et pris la direction de Vivi, où l'attendaient Stanley. Braconnier, Stanley et Harou s'embarquèrent sur le Royal, navire commandé par Anderson, et firent route vers l'amont du fleuve à fin d'y fonder deux nouvelles stations: Manyanga et le Pool. La navigation entre Isanghila et Manyanga fut pénible et dangereuse à cause des rapides, de plus, la plupart des membres de l'expédition furent atteints par la fièvre. 
Arrivé le 1er mai 1881 à la chute de Ntombo-Makata, Stanley fonda la station de Manyanga, qu'il confia à Harou. Braconnier fut chargé de tracer un chemin pour relier Manyanga à l'embouchure de la Lufu. Mais, Stanley tomba malade, atteint par la fièvre et ce fut grâce aux soins du capitaine Braconnier qu'il put guérir. Dès les premiers jours du mois de juin, Stanley et Braconnier organisèrent les préparatifs pour la marche vers Stanley-Pool. Le 15 juillet, le capitaine Braconnier partait en éclaireur, commandant une importante troupe d'indigènes. Il fut ensuite rejoint par Stanley. La troupe dut gravir les pentes abruptes de Ngoma avec des chariots qui transportaient les éléments démontés d'un bateau de rivière. Ensuite, il fallut traverser des rivières profondes, telle la rivière Nkondo. Braconnier fut le premier parmi les membres de l'expédition à apercevoir l'immense lac du Stanley-Pool, découvert par Stanley lors de son premier voyage. Près de la rivière Gordon-Bennett, la troupe rencontra Malamine, envoyé de Brazza, qui avait signé un traité avec le chef Makoko, autorisant la France à établir des postes sur la rive nord du Pool.
Le 14 septembre 1881, la colonne se remit en route, mais Stanley tomba à nouveau malade. Le capitaine Braconnier dut une nouvelle fois prendre le commandement de l'expédition. Mais, alors que les indigènes hissaient le matériel dans un terrain abrupt (où, plus tard, sera construit le premier chemin de fer d'Afrique centrale), soudain l'un des chariots tomba en heurtant violemment Braconnier qui fut projeté dans les rochers. Il en perdit connaissance, puis, revenant à lui, il put constater qu'il était couvert de contusions, mais sans aucune fracture. Il lui fallut cependant récupérer une forme physique suffisante en séjournant pendant quelques semaines dans une hutte au bord du fleuve Congo. Puis, le 1er octobre, il rejoignait Stanley sur la rive gauche du fleuve, dans le district de Kinsinde. Il traça un chemin sur le plateau de l'Ijumbi au bas de la colline de Ngoma, grâce à quoi la colonne put établir son campement à Usansi, en territoire de Makoko. Le 3 décembre, le bateau En-avant est lancé sur le Pool et quelques jours plus tard, il arrivait à Kintamo, à l'endroit où les fondations de Léopoldville furent établies.

## Fondation de Léopoldville
Dès le début de l'année 1882, la fondation et la construction de la station de Léopoldville furent confiées au capitaine Charles-Marie Braconnier. Afin de se protéger des populations locales et particulièrement du chef Ngalièma, il installa avant tout un blockhaus, autour duquel les constructions s'érigèrent ensuite. Des cultures furent établies autour du poste. À Kinshasa, une place a été baptisée Place Braconnier en l'honneur du fondateur et premier commandant de Léopoldville. C'est sur cette place que se situe actuellement l'ambassade du Royaume de Belgique.
Le 1er avril 1883, Braconnier rentra en Europe après trois ans de service et ce fut Valcke qui lui succéda. Rentré en Belgique, il donna le 18 janvier 1886, à la Société Royale Belge de Géographie, une conférence : « Le Congo au point de vue pittoresque ». Il écrivit également pour le bulletin de cette vénérable institution une étude intitulée « Le Congo au point de vue économique ».
Après la campagne d'exploration au Congo, Charles-Marie Braconnier a poursuivi sa carrière militaire en grimpant les échelons de la hiérarchie militaire. En 1905, le général-major Braconnier prend le commandement de la 3e brigade de Cavalerie. En 1910, il prend sa pension de l'armée est est nommé lieutenant-général à titre honoraire (par l'arrêté royal du 26 septembre 1910), grade le plus élevé dans la hiérarchie militaire belge . Atteint par la maladie, il est mort durant la Première Guerre mondiale, le 13 mars 1917, exilé aux Pays-Bas.

## Distinctions honorifiques
- Commandeur de l'ordre de Léopold.
- Croix Militaire de 1ère classe (Belgique).
- Médaille Commémorative du Règne de S.M. Léopold II.
- Médaille Commémorative 1870-1871.
- Chevalier de l'Ordre royal du Lion (État indépendant du Congo).
- Étoile de Service en 1889 (État indépendant du Congo).
- Grand Officier de l'Ordre du Mérite Militaire d'Espagne.

### Sources bibliographiques
- CHAPEAUX, Le Congo, Rozez, Bruxelles, p. 71 à 627.
- COOSEMANS (M.), Biographie coloniale belge, t.I, Bruxelles, 1952.
- COQUILHAT (C.), Sur le Haut Congo. Livre d'Or de nos Héros coloniaux, Bruxelles, 1889, p. 50 à 80.
- STANLEY (H.M.), Cinq années au Congo, Bruxelles, 1885.
- STANLEY (H.M.), Autobiographie, t.II, p. 178.